# Fauriella petelotii
Fauriella petelotii är en bladmossart som beskrevs av Pierre Tixier 1966. Fauriella petelotii ingår i släktet Fauriella och familjen Theliaceae. Inga underarter finns listade i Catalogue of Life.